# Doktorshöhle
Die Doktorshöhle ist eine natürliche Karsthöhle bei Muggendorf, einem Gemeindeteil der oberfränkischen Gemeinde Wiesenttal im Landkreis Forchheim in Bayern.

## Beschreibung
Die Höhle befindet sich am Hohlen Berg, etwa einen Kilometer östlich von Muggendorf.
Die Doktorshöhle ist etwa 50 Meter lang, ihr Eingang misst etwa fünf mal drei Meter. Die Höhle wurde nach ihrer Entdeckung durch Erschließungsarbeiten stark verändert. Es gibt noch Reste des ursprünglichen Tropfsteinschmuckes und einige Sinterbecken.
Im Höhlenkataster Fränkische Alb (HFA) ist die Doktorshöhle als C 62 und vom Bayerischen Landesamt für Denkmalpflege als Bodendenkmal D-4-6133-0114 registriert.

## Bildergalerie

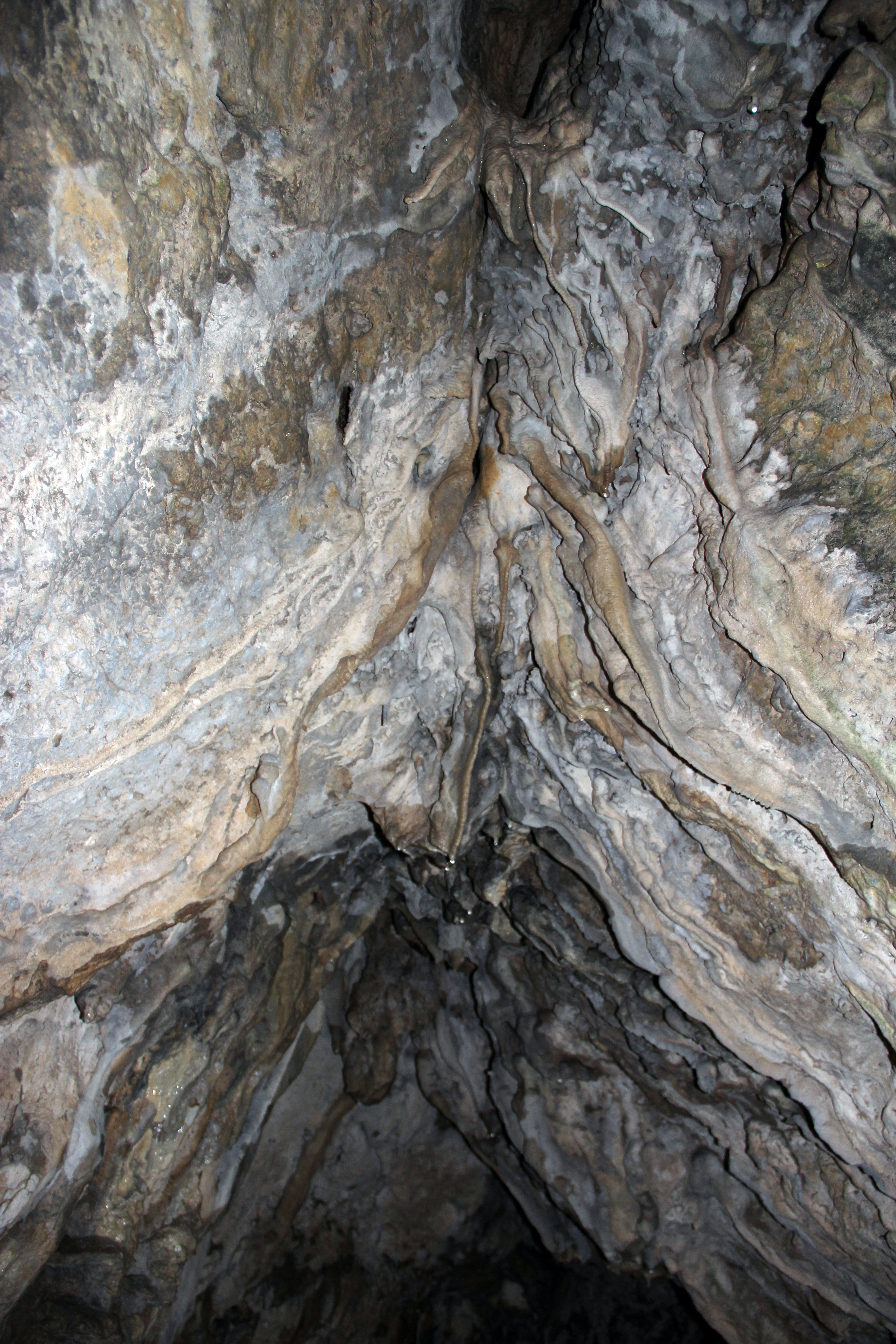
Sinter-vorhang
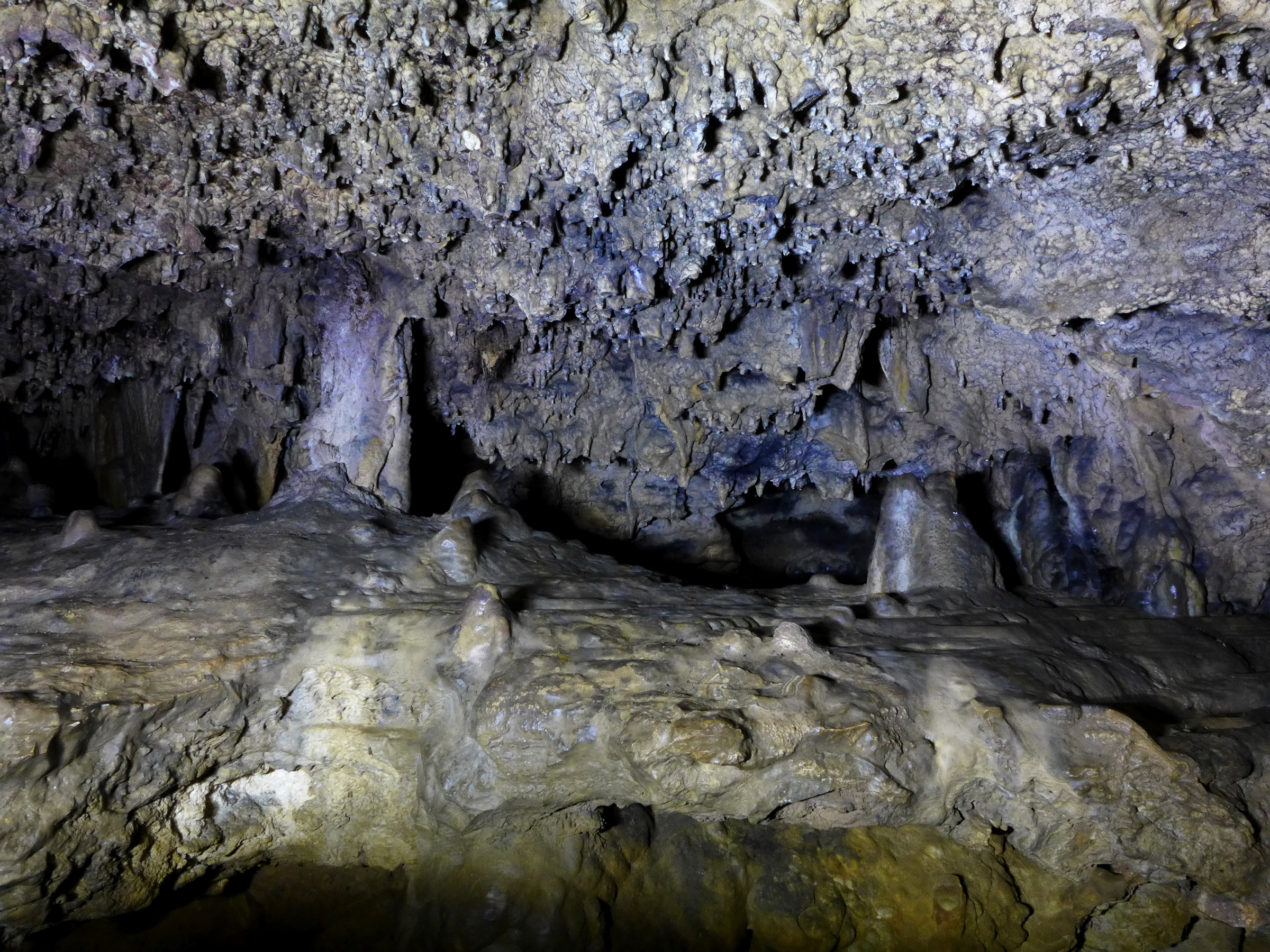
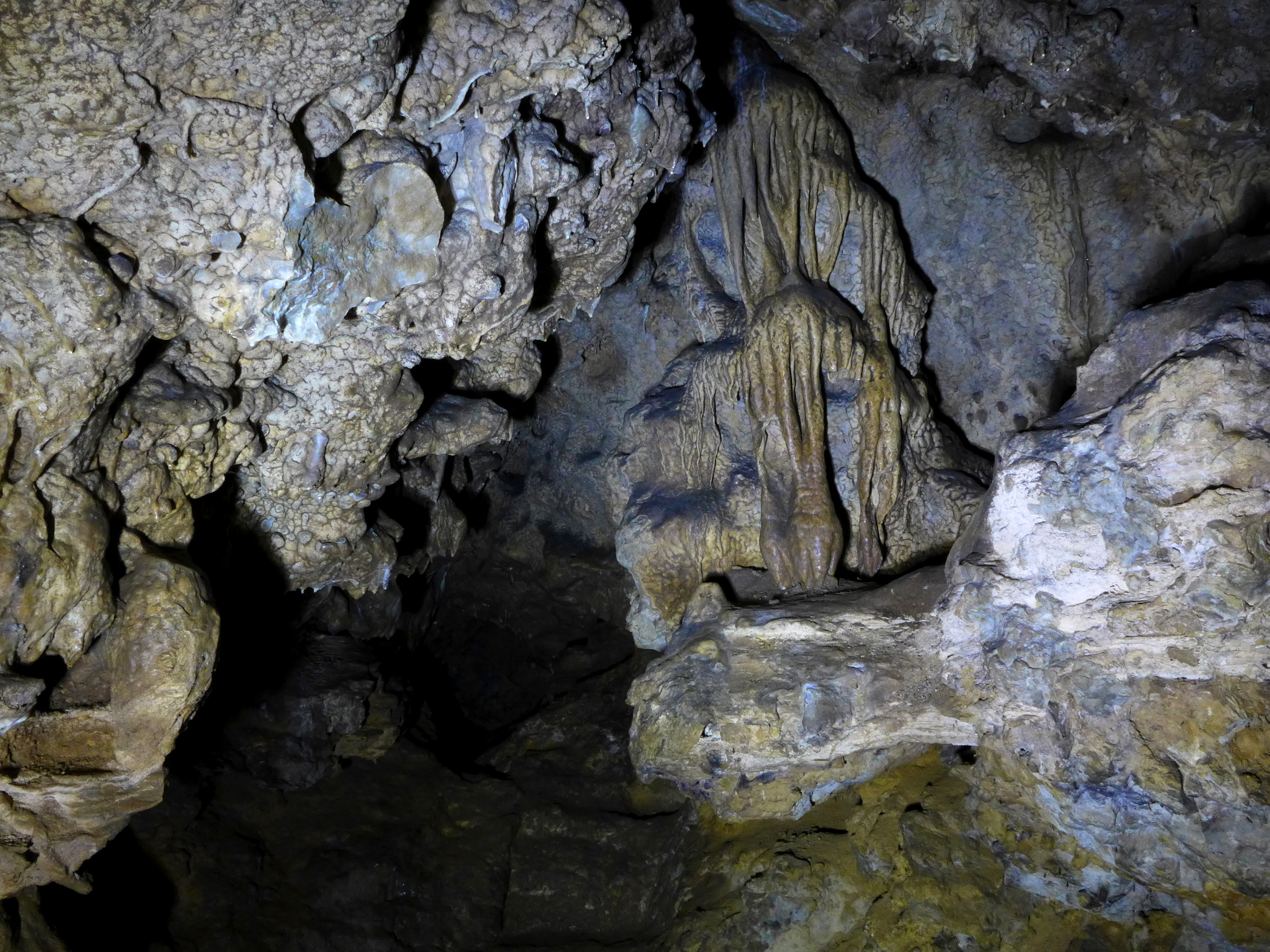
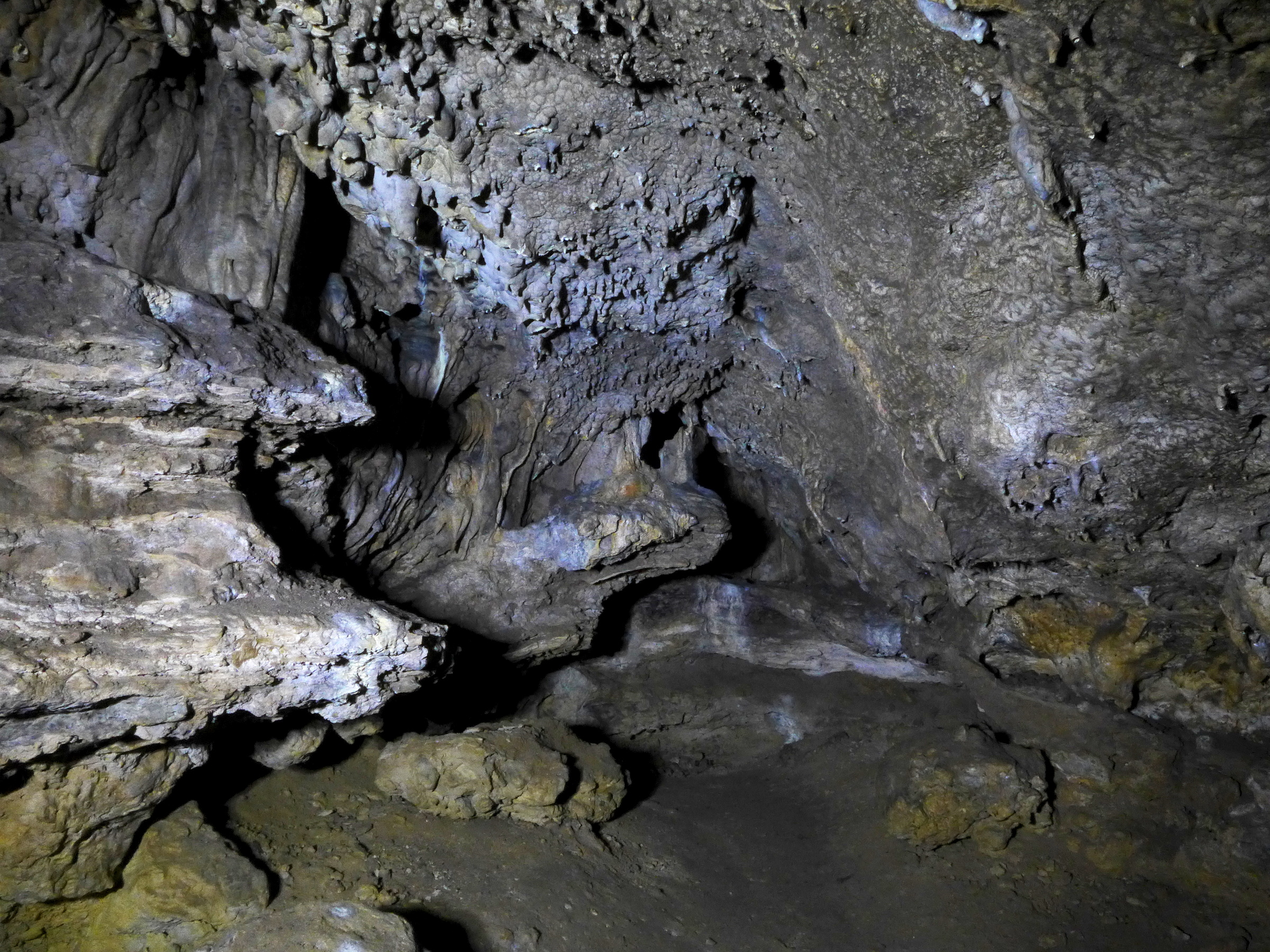

## Geschichte
Die Höhle wurde nach dem Muggendorfer Arzt Dr. Adolf Schauwienold benannt, der sie 1905 entdeckte. Bekannt wurde die Höhle, als Herbert W. Franke, ein österreichischer Journalist, Wissenschaftler und  Höhlenforscher, 1959 eine radiometrische Altersbestimmung (C14-Methode) eines Tropfsteines durchführte.

## Zugang
Die Doktorshöhle war lange Zeit mit einer Holztür verschlossen, ist aber wieder ganzjährig zugänglich. Zur Befahrung ist keine Spezialausrüstung erforderlich. Aufgrund des Höhlenschutzes und der dort überwinternden Fledermäuse ist sie von Oktober bis April nicht zu befahren.